# Thermenstadion Bad Waltersdorf
Das Thermenstadion Bad Waltersdorf ist eine Fußballanlage in der österreichischen Marktgemeinde Bad Waltersdorf. Die kommunal getragene, 2002 erbaute Spielstätte wurde gezielt als Trainingsplatz für Profi- und Nationalmannschaften konzipiert und vom Architekten Gerhard Mitterberger entworfen. Dem örtlichen Verein TUS Bad Waltersdorf dient sie zudem als Heimspielstätte.

## Stadioninfrastruktur
Das Thermenstadion besteht aus der ca. 400 Personen fassenden Haupttribüne und kann durch temporäre Tribünen auf bis zu 3600 Plätze erweitert werden. Daneben gibt es drei Trainingsplätze, wovon zwei mit Flutlichtanlagen ausgestattet sind und internationalen UEFA-Maßen (105 × 68 m) entsprechen, sowie einen Kraftraum.

## Nutzung bei Trainingscamps und Testspielen
Aufgrund der günstigen Lage und den nahen Kurthermen (Heiltherme Bad Waltersdorf bzw. Rogner Bad Blumau) sowie dem sehr gut ausgestatteten nahe gelegenen Hotel Falkensteiner und den ruhigen Trainingsbedingungen wird das Thermenstadion jährlich für Trainingscamps internationaler und nationaler Top-Mannschaften genutzt. Die Organisation dieser Trainingscamps wird alljährlich von der vom Land Steiermark unterstützten Agentur International Football Camp Styria (IFCS) übernommen.
Zu den Mannschaften, die die Anlage bereits besucht haben, zählen unter anderen:
Nationalmannschaften
- Polen (2008)[3]
- Tschechien (2012)[4]
- Iran (2014)[5]
- Israel (2011)[6][7]
- Neuseeland (2010)[8]
- Österreich U17[9][10]
- Schottland U17[9]
- Italien U17[9]
- Georgien U17[9]
- Deutschland U17[10]
- Belgien U17[10]
- Schweiz U17[10]

Vereinsmannschaften
- FC Arsenal London (Premier League)[11]
- West Bromwich Albion (Premier League)[12][13]
- West Ham United (Premier League)[14][15][16]
- Leicester City (Premier League)[16][16]
- FC Burnley (Premier League)[17]
- AFC Bournemouth (Premier League)[17]
- Blackburn Rovers (Football League Championship)[16]
- FC Middlesbrough (Football League Championship)[18]
- AS Rom (Serie A)[11][19]
- Werder Bremen (deutsche Bundesliga)[20]
- Borussia Dortmund (deutsche Bundesliga)[21]
- Hertha BSC (deutsche Bundesliga)[7][18]
- Hannover 96 (deutsche Bundesliga)[22][16]
- 1. FC Kaiserslautern (2. deutsche Bundesliga)
- SK Sturm Graz (österreichische Bundesliga)[20]
- SK Rapid Wien (österreichische Bundesliga)[23]
- FK Austria Wien (österreichische Bundesliga)[24]
- FC Red Bull Salzburg (österreichische Bundesliga)
- Sanfrecce Hiroshima (J. League)[20]
- al-Ahli Club Dubai (UAE Arabian Gulf League)[20]
- Anschi Machatschkala (Premjer-Liga)[7]
- Maccabi Tel Aviv (Ligat ha’Al)
- Beşiktaş Istanbul (Süper Lig)[25]